# Johann Jacob Haug (Verleger)

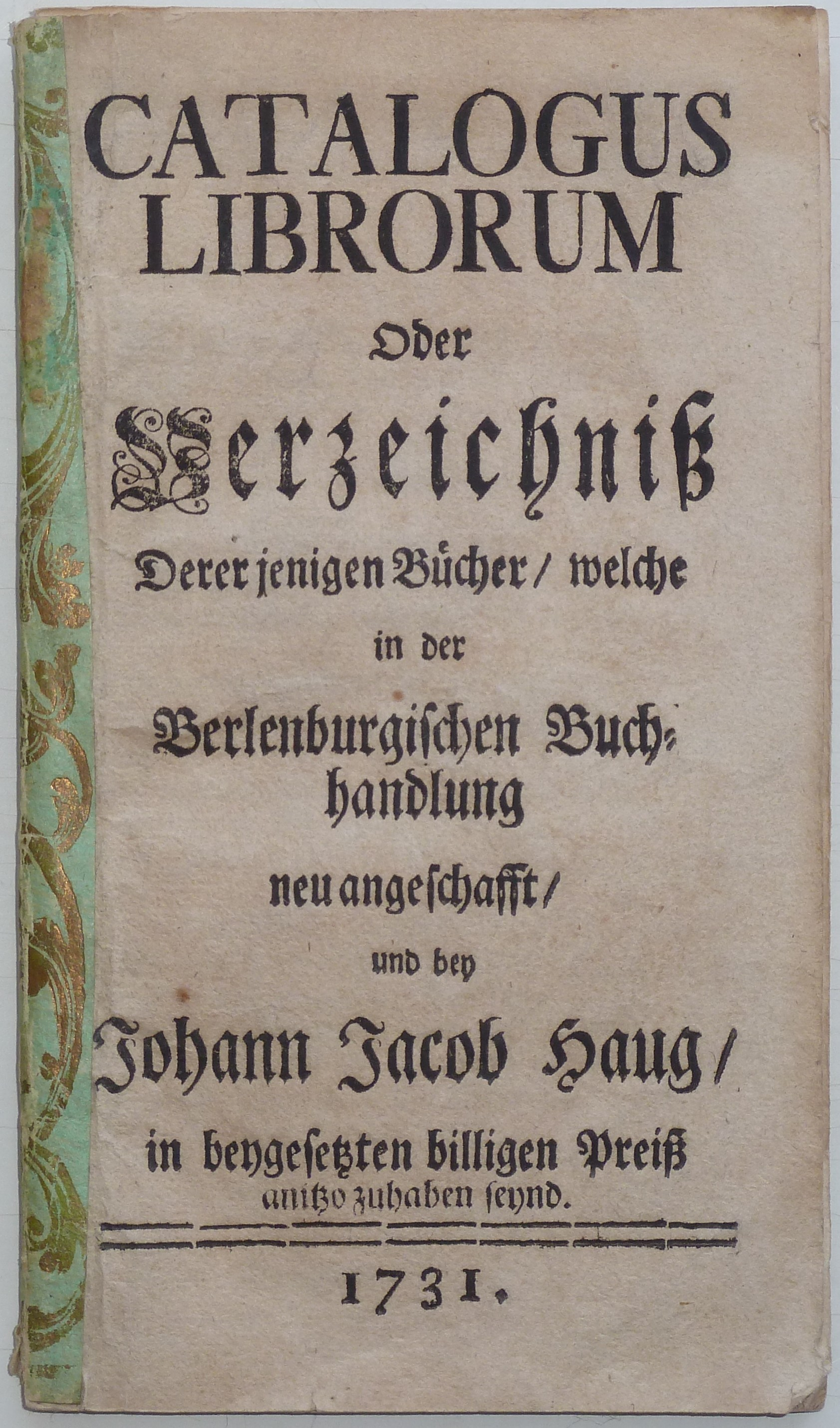
Katalog-Titelblatt der Haug'schen Buchhandlung (1731)

Johann Jacob Haug (* 1690; † 20. Mai 1756 in Berleburg) war ein pietistischer Verleger und Buchhändler.

## Leben
Johann Jacob Haug war ein Sohn des Straßburger Druckers David Haug (1647–1726) und Bruder des pietistisch eingestellten Theologen Johann Friedrich Haug (1680–1753). Als Johann Friedrich aufgrund seiner pietistisch-philadelphischen Überzeugungen Straßburg verlassen musste, folgten ihm Johann Jakob und sein Vater um 1714 nach Idstein. Im religiös toleranten Klima von Nassau-Usingen produzierten sie philadelphisches Schriftgut. Unter anderem entstanden dort in der Verlegerschaft von Johann Jacob Haug eine dritte und eine vierte Auflage von Johann Henrich Reitz’ „Historie der Wiedergebohrnen“.
1715 kam es zu Berührungen mit Inspirierten, u. a. Johann Tobias Pott (1691–1759) und Johann Friedrich Rock, allerdings scheint das Verhältnis distanziert geblieben zu sein. Dennoch kann nicht ausgeschlossen werden, dass Haug anonym Schriften der Inspirierten herstellte und dass umgekehrt die Inspirierten auf ihren Wanderschaften Schriften des Haug-Verlages verkauften.
Um 1720 wurde das Geschäft Haugs durch die Konkurrenz der Waisenhausdruckerei in Wiesbaden zunehmend unrentabel. 1721 erschien ein von Haug verlegter Titel in Frankfurt am Main, wo er aber offenbar auch nicht Fuß fassen konnte. Haug wandte sich nach Berleburg in der als religiöse Freistatt berühmt-berüchtigten Grafschaft Sayn-Wittgenstein-Berleburg. Dort konnte Haug unbeschränkt und mit Unterstützung des Grafen Casimir und seines Anhangs Drucke aller Art bis hin zu heterodoxem Schriftgut produzieren.
Berleburg war in den zwanziger und dreißiger Jahren des 18. Jahrhunderts ein Zentrum radikalpietistischer Literatur- und Buchproduktion mit erheblicher, teils bis nach Nordamerika spürbarer Strahlkraft. Berühmtestes Produkt der dortigen Offizin war die achtbändige Berleburger Bibel, an deren Zustandekommen Haugs Bruder Johann Friedrich keinen unwesentlichen Anteil hatte. Hier entstanden auch zwei weitere Auflagen der „Historie der Wiedergebohrnen“, die pietistische Zeitschrift „Geistliche Fama“, diverse Übersetzungen mystischer Schriften, eine Poiretausgabe in sieben Bänden und eine Gesamtausgabe der Werke Johann Konrad Dippels.
Der Haug-Verlag spielte in diesem Geschehen eine zentrale Rolle. War Johann Friedrich der intellektuelle Kopf des Unternehmens, so lag der kaufmännische Teil des Unternehmens in den Händen von Johann Jacob. Aus dem Jahr 1729 ist erstmals ein Katalog seines Sortiments überliefert, der fortan in halbjährlichem Turnus aktualisiert wurde. Johann Jacob Haug war allerdings nie, wie in der älteren Literatur gelegentlich angegeben, selbst als Drucker tätig.
Nach der Regierungsübernahme des Grafen Ludwig Ferdinand Prinz zu Sayn-Wittgenstein-Berleburg 1741 erstarb das pietistische Leben in Berleburg weitgehend. Haug verblieb zwar vor Ort, mit seinem Verlag ging es aber nun, ohne die bisherige Förderung durch das Grafenhaus und ohne die meist abgewanderte fromme Klientel, bergab. Seine letzte Aktivität als Verleger datiert aus dem Jahr 1749.